# Luksemburg na Letnich Igrzyskach Olimpijskich 1984
Reprezentacja Luksemburga na Letnich Igrzyskach Olimpijskich 1984 w Los Angeles liczyła 5 zawodników.

## Reprezentanci Luksemburga na Igrzyskach

### Lekkoatletyka
Mężczyźni
- Marc Agosta - maraton - 54. miejsce

### Łucznictwo
Mężczyźni
- André Braun - 24. miejsce
- Claude Rohla - 32. miejsce

Kobiety
- Jeannette Goergen-Philip - 16. miejsce

### Sztrzelectwo
Mężczyźni
- Roland Jacoby - Karabin małokalibrowy leżąc 50 m - 17. miejsce